# Domenico Semeraro
Domenico Semeraro (* 3. Februar 1964) ist ein ehemaliger Schweizer Bobsportler.
Semeraro nahm an den Olympischen Winterspielen 1994 in Lillehammer teil, wo er im Team mit Donat Acklin, Kurt Meier und Gustav Weder die Silbermedaille erringen konnte.
Bereits 1993 hatte er mit diesem Team an den Europameisterschaften und den Weltmeisterschaften in Igls die Goldmedaille errungen.

## Erfolge
- Olympiazweiter Lillehammer 1994
- Weltmeister im Viererbob (Igls) 1993